# Marine Vacth
Marine Vacth (Paris, 9 de abril de 1991) é uma atriz e modelo francesa.

## Vida e carreira
Marine é filha de pai caminhoneiro e mãe contadora. Começou sua carreira de modelo aos 15 anos, descoberta por uma agência, e logo se tornou a musa da marca Parisienne, da Yves Saint Laurent (sucedendo a Kate Moss), da joalheria Chaumet e da moda Chloé.
Aos 20 anos, impressionou o diretor Cédric Klapisch, que a convidou para interpretar "Tessa", no filme de  Ma part du gâteau, que a tornou conhecida, apesar da má recepção da crítica ao filme. Depois disso, coadjuvou em filmes de Joan Chemla e Alexandre Arcady. Até que, em 2013, François Ozon lhe deu o papel principal no filme Jeune & Jolie, apresentado no Festival de Cinema de Cannes de 2013, onde recebeu recepção favorável da crítica, que destacou a ousadia pela escolha da jovem atriz.
Ela vive em Paris com o namorado, o fotógrafo Paul Schmidt, e o filho do casal, Henri, nascido na primavera de 2014. Apesar da fama, mantém discrição, falando pouco em entrevistas.

## Filmografia
| Ano  | Título                        | Papel                      | Diretor          |
| 2011 | Ma part du gâteau             | Tessa                      | Cédric Klapisch  |
| 2012 | L'homme à la cervelle d'or    | Alice                      | Joan Chemla      |
| 2012 | Ce que le jour doit à la nuit | Isabelle Rucillio (adulta) | Alexandre Arcady |
| 2013 | Jovem & Bela                  | Isabelle                   | François Ozon    |
| 2015 | Belles familles               | Jean-Paul Rappeneau        |                  |
| 2019 | Pinocchio                     | Fada                       | Matteo Garrone   |